# Mize (Kentucky)
Pour les articles homonymes, voir Mize.
Mize est un secteur non constitué en municipalité situé dans le comté de Morgan, dans le Commonwealth du Kentucky, aux États-Unis. Bien que n’étant pas incorporé, Mize dispose d’un bureau de poste et d’un code postal.

## Source
- (en) Cet article est partiellement ou en totalité issu de l’article de Wikipédia en anglais intitulé « Mize, Kentucky » (voir la liste des auteurs).